# Richard Norris (hokej na travi)
Richard Owen Alfred Norris  (10. prosinca 1931. – 17. rujna 1980.) je bivši engleski hokejaš na travi. 
Osvojio je brončano odličje na hokejaškom turniru na Olimpijskim igrama 1952. u Helsinkiju igrajući za Uj. Kraljevstvo. Igrao je na trima susretima kao napadač. Postigao je jedan pogodak. Bio je s 20 godina najmlađi igrač u reprezentaciji.

## Vanjske poveznice
- Profil na Sports-Reference.com  Arhivirana inačica izvorne stranice od 17. prosinca 2012. (Wayback Machine)
- Profil na Database Olympics